# Drepanosticta digna
Drepanosticta digna là loài chuồn chuồn trong họ Platystictidae. Loài này được Hagen in Selys mô tả khoa học đầu tiên năm 1860.